# Reinhard Herbig

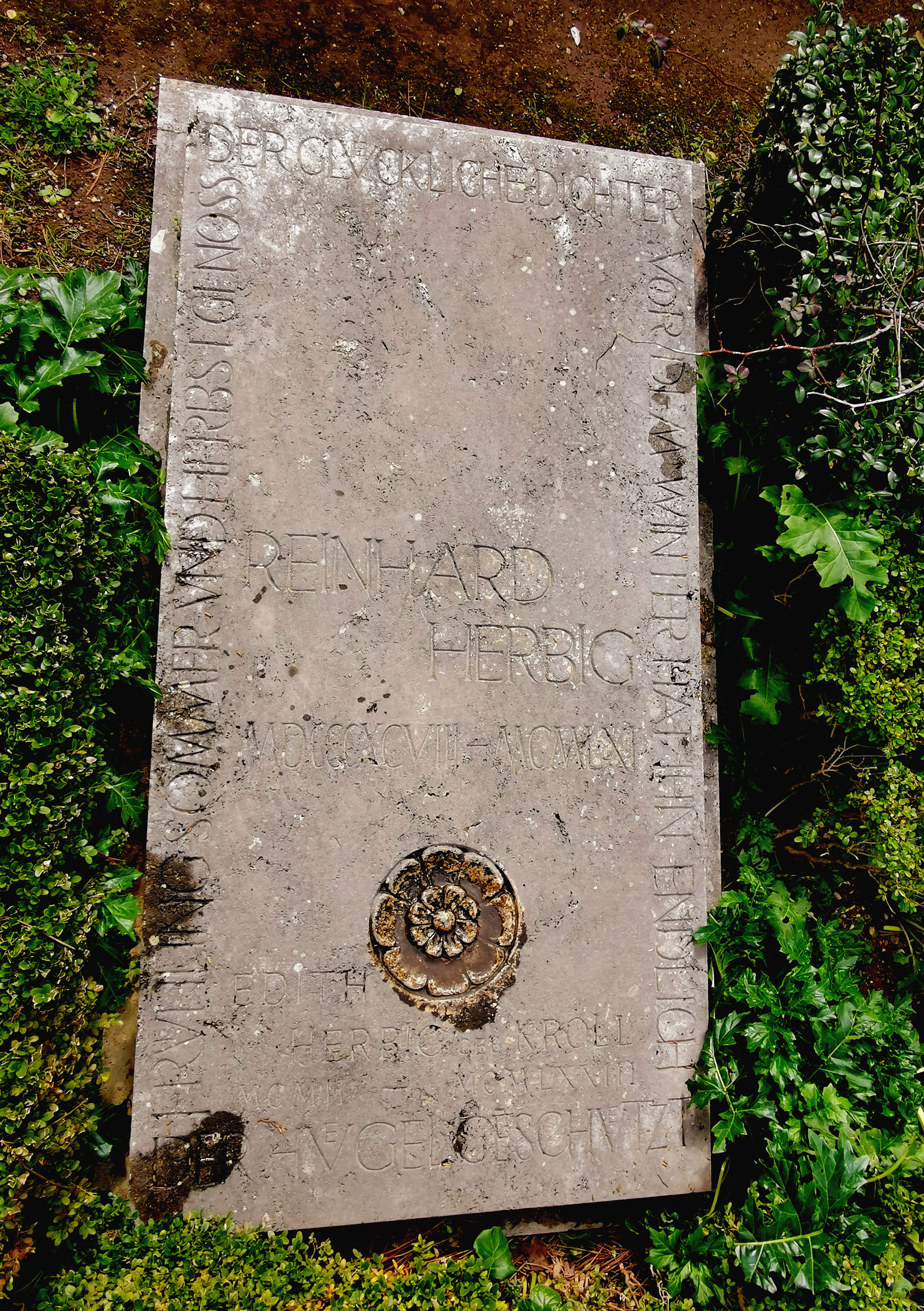
Grab auf dem Nichtkatholischen (Protestantischen) Friedhof Rom

Reinhard Herbig (* 23. Februar 1898 in München; † 29. September 1961 in Rom) war ein deutscher Klassischer Archäologe.

## Leben
Der Sohn des Sprachwissenschaftlers und Etruskologen Gustav Herbig nahm am Ersten Weltkrieg teil, wo er verwundet wurde. Von 1919 bis 1925 studierte er Klassische Archäologie an den Universitäten Rostock, Breslau und Heidelberg. Bei Ludwig Curtius wurde er 1925 in Heidelberg mit der Arbeit Das Fenster in der Architektur des Altertums promoviert. Von 1925 bis 1928 war Herbig wissenschaftlicher Hilfsarbeiter am Deutschen Archäologischen Institut in Rom und arbeitete unter der Leitung von Friedrich Matz an der Neubearbeitung des Realkatalogs der Institutsbibliothek. Als wissenschaftlicher Assistent war er 1928/29 am Deutschen Archäologischen Institut in Athen bei Ernst Buschor tätig. Bei Arnold von Salis am Archäologischen Institut der Universität Heidelberg erfolgte 1930 seine Habilitation mit Der dorische Peripteros auf Kap Sunion. Im Jahre 1933 wurde er außerordentlicher Professor an der Universität Jena und 1936 ordentlicher Professor an der Universität Würzburg, womit die Direktion der Antikensammlung des Martin von Wagner Museums verbunden war. Einen Ruf an die Universität Göttingen lehnte er 1939 ab. Im Jahr 1941 wechselte er als ordentlicher Professor an die Universität Heidelberg. Dort war er 1954/55 Rektor. Von 1956 bis zu seinem Tod 1961 war Herbig Erster Direktor der Abteilung Rom des Deutschen Archäologischen Instituts. Von 1958 bis zu seinem Tode war er zudem in Heidelberg als Honorarprofessor tätig. Im Jahre 1959 wurde er mit dem Großen Verdienstkreuz der Bundesrepublik Deutschland geehrt. Herbig wurde 1943 Mitglied der Heidelberger Akademie der Wissenschaften und war 1953/54 ihr Präsident. 1952 wurde er Mitglied im Istituto di Studi Etruschi in Florenz. Herbig war auch Mitglied der Pontificia Accademia Romana di Archeologia sowie seit 1934 der Zentraldirektion des Deutschen Archäologischen Instituts.
Herbig beschäftigte sich mit zahlreichen Bereichen der antiken Kunst. Schwerpunkte waren die römische Wandmalerei, römische Porträts und die etruskische Kunst. Von grundlegender Bedeutung wurden seine Pan-Studien. Davon ausgehend gelang ihm die bisher einzige überzeugende Interpretation von Luca Signorellis 1945 verbranntem Pan-Gemälde.
Herbig war seit 1924 mit Edith Kroll, einer Tochter des Altphilologen Wilhelm Kroll verheiratet.

## Schriften (Auswahl)
- Das Fenster in der Architektur des Altertums: Baugeschichtliche Studien. Athen 1929 (Teildruck der Dissertation).
- Das Dionysos-Theater in Athen Teil 2: Die Skulpturen vom Bühnenhaus (= Antike griechische Theaterbauten Heft 6). Kohlhammer, Stuttgart 1935–1936.
- Götter und Dämonen der Etrusker (= Der Kunstspiegel. Eine ikonographische Schriftenreihe. Band 3). Scherer, Willsbach u. a. 1948.
- Pan, der griechische Bocksgott. Versuch einer Monographie. Klostermann, Frankfurt am Main 1949.
- Zur Bedeutung von etruskisch Fler- (= Sitzungsberichte der Heidelberger Akademie der Wissenschaften. Philosophisch-historische Klasse. Jahrgang 1950, Abh. 1). Winter, Heidelberg 1950.
- Die Terrakottagruppe einer Diana mit dem Hirschkalb (= Abhandlungen der Heidelberger Akademie der Wissenschaften. Philosophisch-Historische Klasse. Jahrgang 1956, Abh. 3). Winter, Heidelberg 1956.[3]